# Tarnowiec (Skowierzyn)
Tarnowiec – część wsi Skowierzyn położona w Polsce,  w województwie podkarpackim, w powiecie stalowowolskim, w gminie Zaleszany.
W latach 1975–1998 Tarnowiec należał administracyjnie do województwa tarnobrzeskiego.